# Justina Băluțeanu
Justina Băluțeanu (n. 8 septembrie 1923, Logrești-Moșteni, județul Gorj – d. 11 iunie 1981) a fost o interpretă de muzică populară românească din Gorj.

## Biografie
Născută la  8 septembrie 1923 în Logrești-Moșteni, județul Gorj, a fost al cincilea copil, din cei opt, al preotului ortodox Ion D. Băluțanu (1890 - 1962) și al Bălașei Sorescu (1899 - 1977).

### Studiile și debutul
Școala primară a făcut-o în comuna natală și la Craiova, după care a urmat Liceul „Madona Dudu” și Institutul Ortodox al Femeilor Române, instituții unde, de foarte tânără, s-a remarcat prin cântecele pe care le interpreta la reuniunile școlare.
Având reale calități vocale native și evidente, a fost foarte repede remarcată, astfel că în perioada 1939-1940 a început să cânte în diferite coruri bisericești ca solistă, unde era foarte apreciată, precum și în reputatul cor „Cântarea României” din Craiova. Aceleași aprecieri va avea și la liceul industrial din Târgu Jiu, pe care îl urmează începând din 1940. A cântat și în corul mixt al Bisericii „Sfinții Apostoli”, fiind solicitată la absolut toate manifestările culturale ale orașului.
Datorită calităților sale vocale absolut deosebite, se înscrie în 1944 la Conservatorul „Astra”, ale cărui cursuri au fost urmate în paralel cu cele ale Școlii Postliceale Robescu, fiind atent îndrumată de profesoara de canto Caliope Șeinescu, fostă mare solistă de operă în anii de tinerețe. Aceasta a intuit în Băluțeanu un potențial excepțional și a făcut din eleva ei una din puținele soliste de muzică populară cu studii superioare în specialitatea canto.
A cântat cu corul „Carmen”, dirijat de Ion Chirescu, precum și în Corala „George Enescu”, iar după terminarea studiilor, în 1950 a fost repartizată în București, într-o întreprindere textilă, unde s-a remarcat, din nou, prin participarea sa, ca solistă de muzică populară gorjenească, la activitățile culturale. Este punctul de răscruce pentru ea, dedicându-se trup și suflet cântecului, printr-o susținută activitate care s-a finalizat prin apariția primelor înregistrări radio, în 1955, apoi prin înregistrarea primului disc „Electrecord”, în perioada 1957-1958, cu „Taraful Gorjului” condus la acea vreme de dirijorul Nicu Novac (1913-1979), care devine între timp soțul ei.

### Cariera artistică
Este solistă a Tarafului Gorjului de la înființare (1949) și până în anul 1963, când se desparte de meleagurile gorjene dar și de primul soț.
În 1964 îl cunoașe pe - tânăra speranță pe atunci - Ion Dolănescu, căruia îi îndrumă primii pași în carieră și cu care se căsătorește în anul 1966, împotriva tuturor părerilor familiei, rămânând de fapt singura soție - cu acte autentice - a celui care va deveni, cu timpul, unul dintre cei mai apreciați cântăreți români de muzică populară ai secolului XX.
De-a lungul carierii sale a cântat cu toate marile orchestre din România aflate sub bagheta celor mai renumiți dirijori ai vremii: Nicu Novac, Nicu Stănescu, Victor Predescu, Gelu Barabancea, George Vancu, Constantin Busuioc sau Paraschiv Oprea.
A întreprins nenumărate turnee și concerte cântând alături de: Maria Tănase, Maria Lătărețu, Ioana Radu, Rodica Bujor, Victoria Darvai, Ileana Constantinescu, Maria Cornescu, Ștefania Stere, Ion Luican, Emil Gavriș și mulți alții.
Totodată, s-a preocupat de depistarea de noi talente, între aceștia numărându-se: Maria Udrică, Antoaneta Ene Iancu, Elena Munteanu (prima câștigătoare a trofeului „Floarea din grădină”), Mihai Lazăr, Gelu Sârbu, rapsod din Gorj, Marcu Nicolici și Ion Dolănescu. O altă dimensiune a personalității sale este realizarea de tablouri țesute, o mai veche preocupare artistică. Astfel ea realizează peste 100 de mici carpete țesute în punct persan și reprezentând subiecte din natură, folclor sau diferite monumente istorice.

### Repertoriul muzical
„Cântă păsările toate” este propria ei melodie și de fapt, e prima hăulită înregistrată în România, care este urmată de celebra „Pe câmpul cu florile”, care mai este cunoscută sub numele de „Hăulita de la Gorj”, semnată tot de Băluțeanu și înregistrată la Radio, la începutul anilor ’60. În scurt timp, melodia s-a bucurat de un succes absolut remarcabil, creând un stil de interpretare necunoscut până atunci și devenind unul din șlagărele cele mai îndrăgite.
Că este așa stă mărturie și faptul că ea a fost preluată și de alte mari cântărețe ale timpului, între care Maria Tănase și Maria Lătărețu. Prima a interpreta-o adaptându-i un text satiric, iar cea de-a doua o altă versiune. Cornel Fugaru a realizat și el o prelucrare, în stil rock, iar regretata Doina Badea a oferit iubitorilor de muzică, o versiune pop. Dincolo de toate aceste versiuni, trebuie precizat că prioritatea creației și a interpretării aparține Justinei Băluțeanu.

## Înregistrări
Cu orchestra dirijată de Gelu Barabancea a imprimat un disc cuprinzând: „Ieșii aseară pe lună”, „Cine a-nceput dragostea”, „Voinic călător”, „Cine trece pe uliță”. 
Imprimă apoi în 1967 cu orchestra dirijată de George Vancu un alt disc mic, iar mai apoi, cu orchestra dirijată de Constantin Busuioc, imprimă tot un disc mic în 1968.
A imprimat apoi discul cu cântece de nuntă cuprinzând: „Nuneasca”, „Cântecul miresei”, „Cântecul mirelui”, „Cântecul darului”, „Ia-ți mireasă ziua bună”, „Șede mireasa-n grădină”, „Toată boala are leac”, „Cine n-are dor pe vale”. Cântăreața a fost acompaniată de orchestrele dirijate de Victor Predescu și de Nicu Stănescu.

## Decesul
În seara zilei de 11 iunie 1981, în urma unei foarte scurte, dar foarte grele suferințe (un infarct miocardic), cântăreața moare la București. A doua zi ar fi trebuit să participe la un concert la Roșiorii de Vede.

## Festival-concurs
Numele ei îl poartă un festival-concurs de muzică populară (Festivalul folcloric „Justina Băluțeanu”) desfășurat în localitatea gorjană Bustuchin. Festivalul a fost înființat în anul 2006 din inițiativa primarului Ion Ciocea din Bustuchin, profesorului Haralambie Bodescu, profesorului Ștefan Popescu și jurnalistei Manuela Negru-Popescu Ultima ediție a concursului a avut loc în 2012 în zilele de 27 (Sfântul Pantelimon), 28 și 29 iulie 2012.